# Вулиця Родини Гамченків (Житомир)
Вулиця Родини Гамченків  — вулиця в Богунському районі міста Житомир.
Названа на честь відомої житомирської родини Гамченків: археолога Сергія Гамченка, військовиків Армії УНР Євгена, Івана та Дмитра Гамченків.

## Розташування
Бере початок від перехрестя вулиць Старочуднівської і Скульптора Олішкевича та прямує на північний захід. Перетинається з вулицями Симона Петлюри, Святого Йоана Павла II та Кармелюка, провулками Уласа Самчука, 3-м Західним та Василя Кука.
Довжина вулиці — 1,2 км.

## Історія
Попередня назва — 2-й провулок Островського. Відповідно до розпорядження Житомирського міського голови від 19 лютого 2016 року № 112 «Про перейменування топонімічних об'єктів та демонтаж пам'ятних знаків у м. Житомирі», перейменована на вулицю Родини Гамченків з одночасним підвищенням типу урбаноніму до вулиці.